# Ministero degli affari interni (Afghanistan)
Il Ministero degli affari interni  (in pashtu: د افغانستان د کورنیو چارو وزارت) è il dicastero del governo afghano deputato agli affari interni.
A partire dal 7 settembre 2021, il Ministro degli Interni è il signor Sirajuddin Haqqani, un terrorista internazionale ricercato dall'FBI e per il quale il Dipartimento di Stato degli Stati Uniti offre una ricompensa di 10 milioni di dollari per le informazioni sulla sua posizione che porterà al suo arresto.